# Nundasuchus
Nundasuchus (лат.) — род вымерших пресмыкающихся из группы круротарзов, живших в триасе, около 240 млн лет назад. Ископаемые остатки обнаружены в 2007 году в Танзании.
Родовое название вида образовано от суахили nunda — хищник, и др.-греч. σοῦχος — крокодил. В 2014 году группа учёных разместила статью о новом виде и роде на основе находки из Танзании.
Животное имело длину до 2,7 метров, обладало острыми зубами. Спина защищена костяными пластинами.